# Hyundai Rotem

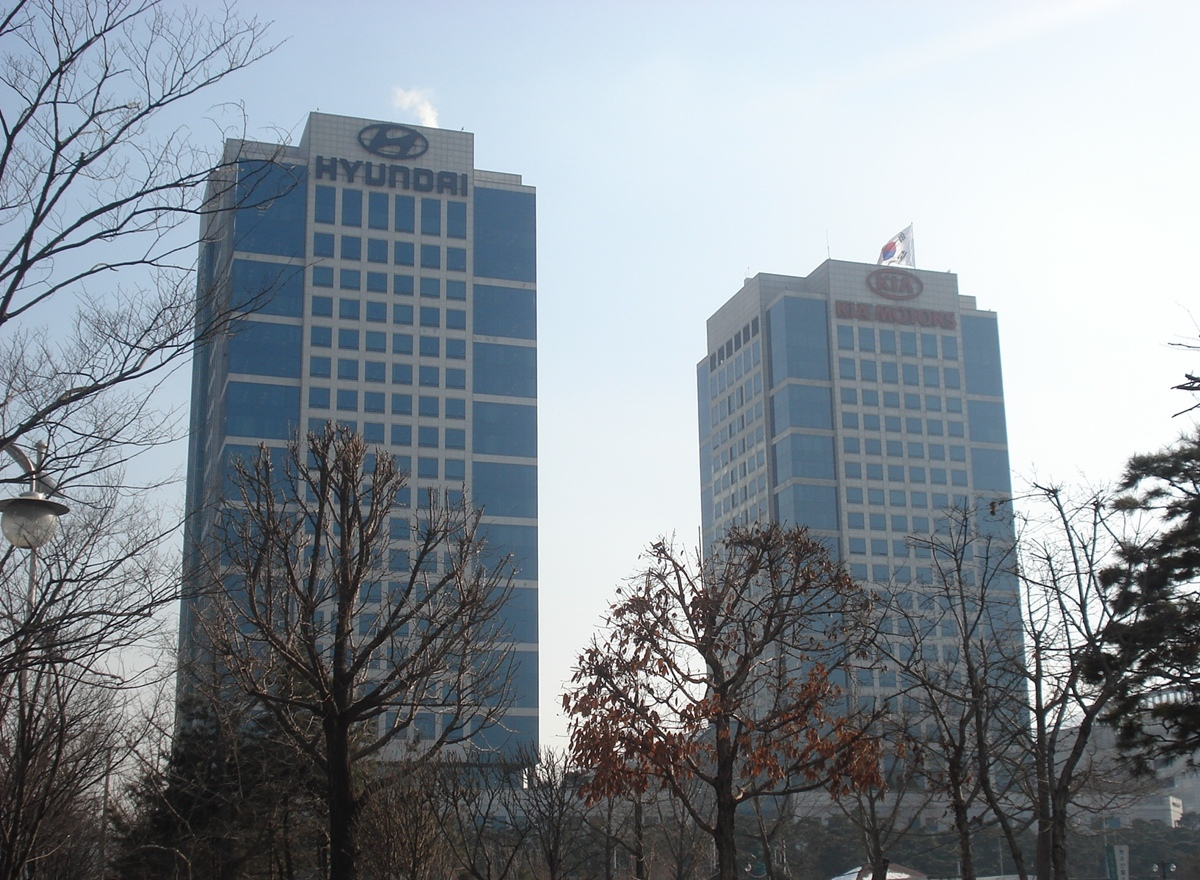
Штаб-квартира Hyundai Motor Group, куда входит «Hyundai Rotem»

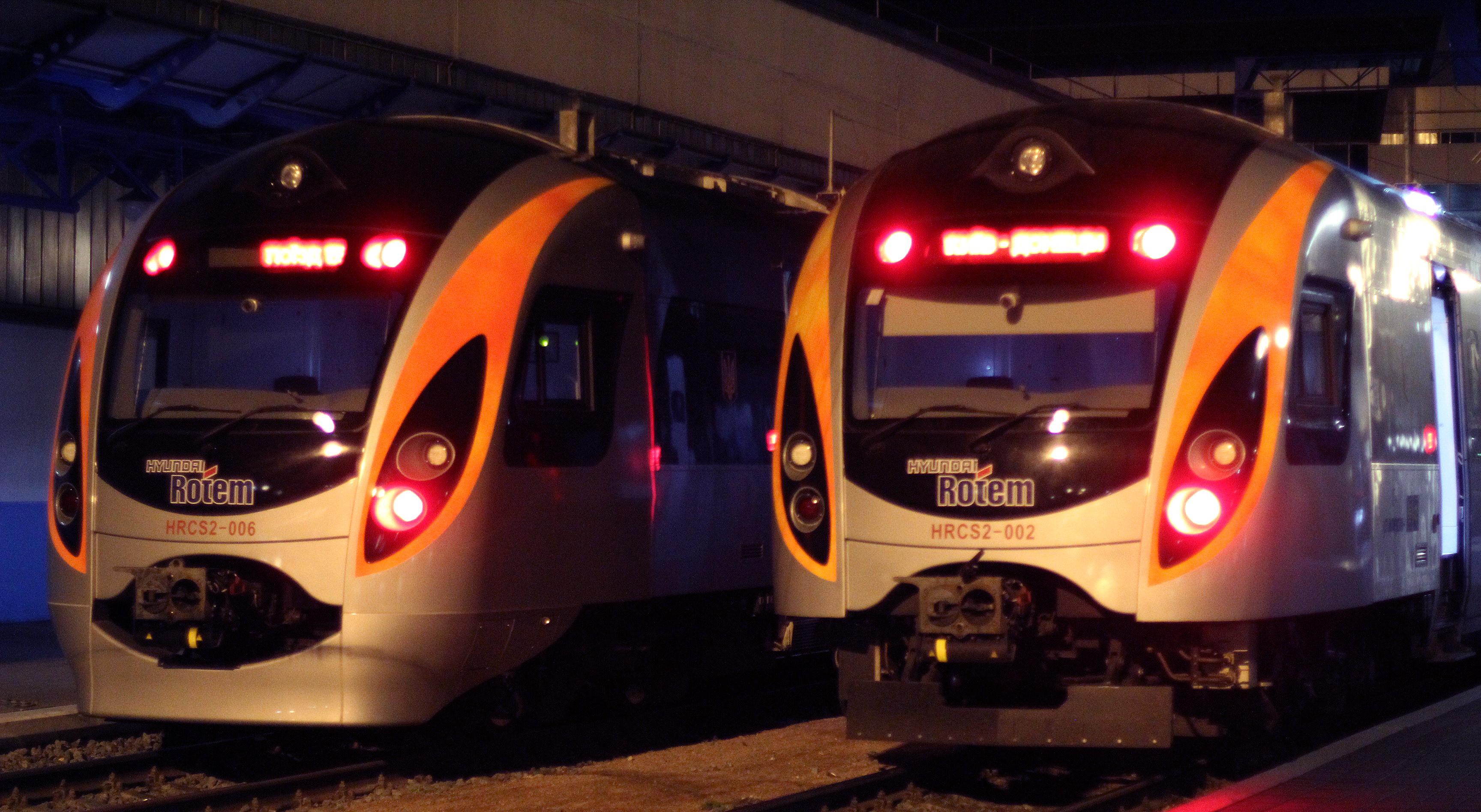
Hyundai Rotem HRCS2 «Украинский экспресс»

Hyundai Rotem — южнокорейская компания, которая производит подвижные составы, военную технику и заводское оборудование. Она является частью Hyundai Motor Group. Название было изменено на современное в декабре 2007 года.

## История
Компания была образована в 1999 году как Корейская вагоностроительная корпорация (англ. Korea Rolling Stock Corporation (KOROS)), в результате объединения вагоностроительных подразделений трёх южнокорейских промышленных групп Hanjin Heavy Industries, Daewoo Heavy Industries и Hyundai Precision & Industries. Позже компания создала подразделение военной техники, в частности является единственным в Республике Корея производителем танков. В 2002 году название было изменено на Railroading Technology System, Rotem, а в декабре 2007 года — на Hyundai Rotem. В 2013 году компания провела размещение своих акций на Корейской фондовой бирже.

## Деятельность
Штаб-квартира и главный научно-исследовательский центр находятся в городе Ыйван, основные предприятия — в городах Чханвон и Танджин. Зарубежные филиалы имеются в Австралии, Бангладеш, Бразилии, Греции, Египте, Индии, Ирландии, Катаре, КНР, Малайзии, Мексике, Новой Зеландии, Омане, США, Тайване, Турции, Украине, Филиппинах.